# Samia (BBC)
Samia   (Síria, c. 1985) és una psicòloga síria especialitzada en tractar els efectes del conflicte bèl·lic relacionats amb la salut mental, la depressió i l'ansietat. La BBC la va incloure a la llista de les 100 dones de la BBC del 2024 amb un nom figurat per protegir la seva seguretat personal.
Va patir una depressió agreujada pel desconeixement de les persones musulmanes de la realitat dels problemes de salut mental. En superar-la va decidir posar-se a treballar per ajudar d'altres a superar-la. Treballa en una clínica de salut mental gestionada pel Comitè Internacional de Rescat, coordinat pel doctor Ghazala Mir, on dona suport a les famílies d'un camp de refugiats del nord-est de Síria. Ho fa en el context d'un projecte del Servei Nacional de Salut d'Anglaterra vinculat a la Universitat de Leeds. Malgrat els escassos suports econòmics que rep, la seva tasca és especialment rellevant en el context traumàtic provocat per un conflicte que fa més de deu anys que dura i que ha provocat centenars de milers de morts.